# Marjory Russell
Marjory B. Russell (* 2. April 1929 als Marjory B. Forrester; † 5. Juni 2015) war eine schottische Badmintonspielerin.

## Karriere
Marjory Russell gewann unter ihrem Geburtsnamen Forrester 1956 die French Open, die Welsh International und die Irish Open. Im gleichen Jahr war sie auch bei den nationalen Titelkämpfen und beim World Invitation Tournament erfolgreich. 1972 siegte sie beim All England Seniors.

## Sportliche Erfolge
| Saison | Veranstaltung                     | Disziplin   | Platz | Name                              |
| ------ | --------------------------------- | ----------- | ----- | --------------------------------- |
| 1956   | French Open                       | Mixed       | 1     | A. J. Malone / M. B. Forrester    |
| 1956   | French Open                       | Damendoppel | 1     | M. B. Forrester / Maggie McIntosh |
| 1956   | Irish Open                        | Damendoppel | 1     | M. B. Forrester / Maggie McIntosh |
| 1956   | Schottland: Einzelmeisterschaften | Damendoppel | 1     | M. B. Forrester / Maggie McIntosh |
| 1972   | All England Seniors               | Mixed       | 1     | W. C. E. Rogers / M. B. Russell   |